# Howardyt

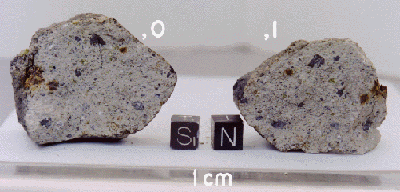
Howardyt o średnicy około 5 cm, znaleziony na Antarktydzie.

Howardyt – meteoryt kamienny należący do achondrytów. Howardyt składa się z okruchów skał magmowych, które w meteorytyce zalicza się do eukrytów i diogenitów. Te trzy grupy meteorytów łącznie nazywa się meteorytami HED; analiza spektroskopowa wskazuje, że są to skały pochodzące z planetoidy (4) Westa. Nazwa grupy pochodzi od angielskiego chemika i badacza meteorytów, Edwarda Charlesa Howarda.